# Мег Витман
Маргарет Качинг "Мег" Витман (енгл. Margaret Cushing "Meg" Whitman; рођена 4. августа 1956. године у Хантингтону) је америчка менаџер, политичка активисткиња и донатор. Тренутно радио на позицији председника и извршног директора Хјулет-Пакард Ентерпрајса.

## Биографија
Рођена је код Луке Колд Спринг Харбор, Хантингтон у Њујорку. Мег је дипломирала на Универзитету Прајстон. Била је извршшна директорка компаније Волт Дизни, где је током осамдесетих била председница за стратешко планирање. Током деведесетих прошла је као извршна директорка у компанијама Дримворкс, Проктер&Гембл и Хасбро.
Од 1998. до 2008. године била је председник и главни извршни директор Ибеја. Током 10 година Мег је развила компанију са 30 запослених и годишњег прихода од 4 милиона долара, на више од 15.000 запослених и годишњег прихода од преко 8 милијарди долара. Када се придружила овој компанији поставили су обичну веб страницу која се већ првог дана срушила на 8 сати. Веровала је да је све то збуњујуће и неоргфанизовано и почела да гради нови извршни тим. Поделила је компанију на 23 пословне категорије. 2004. године направила је неколико кључних промена у свом менаџмент тиму. Током Мегиног мандата као извршног директора, Ибеј је 2005. извршио куповину Скајпа за 4,1 долара. 2009. Ибеј је продао Скајп групацији инвеститора за 2,75 милијарди долара. 2011. године Мајкрософт је купио Скајп за 8,5 милијарди долара. Мег је поднела оставку на место извршног директора Ибеја у новембру 2007. године.
У 2014, Мег Витман је била 20. на Форбесовој листи "100 најснажнијих жена на свету".

### Политика
У 2008. години Њујорк Тајмс је Мег навео међу женама које би могле да постану прве председнице САД-а. У фебруару 2009. Мег је објавила своју кандидатуру за Гувернера Калифорније, постајући тек трећа жена која се кандидоавала за ову функцију. Мег је четврта најбогатијој жена у Калифорнији, са богатством од 1,3 милијарде долара у 2010. години. Она је као политички кандидат потрошила више свог новца него било који други политички кандидат у америчкој историји. Наиме, она је потрошила 144 милиона долара сопственог богатства и укупно 178,5 милиона долара, укључујући новац од донатора. Мег је ипак је поражена од претходног гувернера из Демократске странке Џерија Брауна на калифорнијским изборима.